# Faschieren
Als Faschieren bezeichnet man im Österreichischen Deutsch das Zerkleinern von Fleisch mit einem Fleischwolf, was auch als Wolfen bezeichnet wird. Das Ergebnis nennt man Faschiertes, was  dem Hackfleisch entspricht und gröber als Brät ist. Der Begriff leitet sich von Fasch als Variante von Farce ab.